# 小行星4172
小行星4172（4172 Rochefort）是一颗围绕太阳公转的小行星。1982年3月20日，亨利·德波鸿诺在拉西拉天文台发现了此天体。
这颗小行星的绝对星等为211.1066927423429等。